# Doug Hudson
Benjamin Douglas Hudson (Memphis, 11 settembre 1964) è un ex giocatore di football americano statunitense che ha militato nel ruolo di quarterback nella National Football League (AFL).

## Carriera
Al college Steven giocò come quarterback alla Nicholls State University. Fu scelto nel corso del settimo giro (186º assoluto) Draft NFL 1987 dai Kansas City Chiefs con cui disputò la sua unica stagione nella NFL. Fu l'ultimo quarterback scelto nel draft dai Chiefs a partire come titolare in una partita fino a Brodie Croyle nel 2007. Hudson fu uno dei cinque quarterback a partire come titolari nella stagione 1987 segnata dallo sciopero dei giocatori.
Hudson giocò solamente cinque minuti nella sua unica partita contro i Denver Broncos, dove lanciò un passaggio incompleto. Subì un placcaggio da Jim Ryan dei Broncos e commise un fumble nella end zone. Hudson recuperò il pallone ma fu assegnata una safety agli avversari. Nella successiva azione dei Chiefs fu sostituito come quarterback da Matt Stevens, non scendendo più in campo nella lega.